# Gilbert und Sullivan
Der Komponist Sir Arthur Sullivan (1842–1900) und der Schriftsteller und Librettist Sir William Schwenck Gilbert (1836–1911) schufen zusammen 14 komische Opern. Trotz ihres jeweiligen eigenen künstlerischen Schaffens sind sie hauptsächlich durch ihre Zusammenarbeit über London hinaus besonders in Großbritannien und Nordamerika bekannt und populär geworden – das Namensduo Gilbert und Sullivan (international auch Gilbert & Sullivan) steht als Schlagwort für die englische komische Oper des 19. Jahrhunderts.

## Chronik
Zum ersten Zusammentreffen von Arthur Sullivan und William Schwenck Gilbert kam es höchstwahrscheinlich im Juli 1870 bei einem Empfang, bei dem die beiden durch Sullivans Jugendfreund, den Komponisten Frederick Clay, miteinander bekannt gemacht wurden. Erst Ende 1871 beauftragte John Hollingshead, der Manager des Gaiety Theatre, Sullivan und Gilbert damit, kurzfristig eine komische Oper für die Wintersaison zu schreiben. Wegen der künstlerisch eingeschränkten Möglichkeiten des Theaters war das Ergebnis für Sullivan unbefriedigend. Das Stück geriet in Vergessenheit, die Partitur ging verloren und beide Künstler wieder getrennte Wege. Erst 1875 brachte der Impresario Richard D’Oyly Carte Sullivan und Gilbert wieder zusammen. Der durchkomponierte Operneinakter Trial by Jury im Royalty Theatre war derart erfolgreich, dass die drei in den kommenden Jahren mit Unterbrechungen weiter zusammenarbeiteten.
Carte sorgte dafür, dass die folgenden abendfüllenden Opern ab The Sorcerer (1877) in der Londoner Opéra Comique gespielt wurden. Schließlich eröffnete er 1881 mit dem Savoy Theatre das erste bedeutende Theatergebäude mit elektrischer Beleuchtung. Opern wie H.M.S. Pinafore (1878), The Pirates of Penzance (1879) oder Patience (1881) entwickelten sich zum Publikumsmagnet.
Zu Zerwürfnissen zwischen Sullivan und Gilbert kam es durch künstlerische Auseinandersetzungen. Für sein Opernschaffen strebte Sullivan stets danach, „menschlich reizvolle und glaubwürdige Geschichten“ zu vertonen und in seiner Musik „das emotionale Moment nicht nur der Worte, sondern vor allem der Situation zu verstärken“. Gilbert vermochte den Plänen von Sullivan und Carte, eine nationale Oper in der Landessprache zu etablieren, nicht zu folgen. Er recycelte so oft alte Ideen, dass Sullivan seines – wie er sagte – „Marionettentheaters“ überdrüssig wurde. Zu ernsthaften Auseinandersetzungen kam es 1884 und 1889. Da Gilbert nicht bereit war, auf Sullivans Forderung nach neuen, überzeugenden Stoffen einzugehen, gingen beide wieder getrennte Wege und arbeiteten mit anderen Librettisten bzw. Komponisten zusammen. Die letzte gemeinsame Opernarbeit wurde 1896 The Grand Duke. Nach Sullivans Tod im Jahre 1900 konstatierte Gilbert: „Ein Gilbert nützt nichts ohne einen Sullivan – und ich kann einfach keinen finden“ (Saremba, S. 278, s. u.).

## Zusammenarbeit und Schaffen
Die angebliche Besonderheit der Verbindung „Gilbert und Sullivan“ wird vielfach überbetont. Im 19. Jahrhundert war die Doppelnennung von Autor und Komponist in England völlig normal, man sprach ebenso über die Werke von „Gilbert und Sullivan“ wie über die von „Desprez und Cellier“ oder „Gilbert und Clay“. Die Bezeichnung „Gilbert und Sullivan“ war ein Label, das ursprünglich von der D’Oyly Carte Opera Company zur Vermarktung der Opern verwendet wurde. Später bekam es ein „Eigenleben“ und führte es zu der negativen Begleiterscheinung, dass beide kaum noch als individuelle Künstlerpersönlichkeiten wahrgenommen wurden, die sie zeit ihres Lebens waren.
Sullivan und Gilbert hatten sich bis zur Mitte der 1870er Jahre bereits als führender Komponist bzw. Theaterautor Großbritanniens etabliert. Gilbert (Ausbildung: bachelor of arts (in science and literature) und barrister (Rechtsanwalt)) betätigte sich neben anfänglichen Anstellungsverhältnissen als Übersetzer und Autor von Gedichten (Bab Ballads), Farcen und Bühnenstücken. Sozialkritik, Zynismus und das sogenannte topsy-turveydom (die auf den Kopf gestellte Welt) sind wesentliche Merkmale von Gilberts Werken. Sullivan machte indessen Karriere als Komponist, der sich wesentliche Anregungen von seinen Vorbildern Mozart, Schubert, Schumann, Berlioz und Rossini holte. Sullivans Verdienste um das englische Musikleben brachten ihm mehrere Ehrendoktorwürden und 1883 den Ritterschlag ein (Gilbert wurde erst 1907 zum „Sir William“ geschlagen).
Mit den so genannten „Savoy Operas“ – einem Terminus nach dem Stammhaus der Opern von Sullivan und Gilbert, der erst heute zum Synonym für ihre Werke geworden ist, ursprünglich aber alle im Savoy Theatre uraufgeführten Stücke bezeichnete – entstand die einzige gattungstypologische Neuentwicklung im englischen Theater des späten 19. Jahrhunderts. Sullivans Verdienste um die englische Oper bestehen darin, dass er eine nationale Oper in seinem Heimatland etablierte, wobei für ihn die Errungenschaften auf dem Gebiet der deutschen Oper von Weber, Marschner und Lortzing, die er in Leipzig erleben konnte, Modellcharakter besaßen. Der endgültige Anstoß, für die Bühne zu schreiben, kam durch seine Begegnung mit Rossini, den er Ende 1862 in Paris kennenlernte.
Sullivan nahm wesentlichen Einfluss auf die künstlerische Entwicklung der Opern mit Gilbert, deren Spannweite von Frühwerken wie The Pirates of Penzance bis hin zu musikalisch reichhaltigeren lyrisch-komischen Opern wie The Yeomen of the Guard reicht. In der Zusammenarbeit mit dem Theatermanager Richard D’Oyly Carte schuf Sullivan zwischen 1875 und 1900 ein breites Spektrum an Werken für die Oper in englischer Sprache. Er prägte damit die unterschiedlichen Archetypen des englischen Musiktheaters (vgl. Eden/Saremba 2009).
Einen wesentlichen Teil von Sullivans Opernschaffen bilden die komischen Opern mit Gilbert. Die Opern von Sullivan und Gilbert haben alle individuelle Gattungsbezeichnungen wie „A Dramatic Cantata“ (Trial by Jury), „A Fairy Opera“ (Iolanthe), „An Entirely Original Supernatural Opera“ (Ruddigore), „New and Original Opera“ (The Yeomen of the Guard) oder „An Original Comic Opera“ (Utopia Limited) erhalten. Den Terminus „Operette“ verwendeten beide Künstler nie.
Mit ihren komischen Opern, bei denen der Librettist Gilbert auch Regie führte, fanden die berüchtigten Pointen und kritischen Ausfälle der englischen Literatur und Bildsatire Eingang ins Musiktheater, das die Stärken und Schwächen der Bürger einer aufstrebenden, kapitalistischen Industrie- und Wohlstandsgesellschaft ins Visier nahm. Die Musik-Dialog-Struktur der komischen Opern Sullivans geht zurück auf Modelle einer Oper in der Landessprache wie man sie bei Mozart (Die Zauberflöte u. a.) und Lortzing (Zar und Zimmermann u. a.) findet. Sullivan selbst wies darauf hin, dass sich ein ernster Unterton durch seine komischen Opern ziehe, der vielfach ein tragikomisches Element in die konfliktreiche Handlung einbringt. Sullivan setzt dadurch einen wichtigen Kontrapunkt zu Gilberts mitunter überzogenen Texten und Plots. In entscheidenden Krisensituationen der menschlichen Existenz – wie im Finale des 1. Aktes und dem Quartett „When a wooer goes a-wooing“ von The Yeomen of the Guard oder der Auseinandersetzung mit den Ahnen im 2. Akt von Ruddigore – steigert Sullivan die Musik durch psychologische Differenzierung und dramatische Intensität, die in der komischen Oper des 19. Jahrhunderts ihresgleichen suchen.
Für die D’Oyly Carte Opera Company stellte Sullivan ein hochwertiges erstklassiges Ensemble zusammen, das ab The Sorcerer den Grundstamm für alle weiteren Produktionen (nicht nur der Opern mit Gilbert) bildete: Tenor und Sopran als Liebhaber, Mezzosopran und Bariton als eine weitere junge Frau nebst Galan, ein Bariton als Komiker sowie Bass und Alt für ein in die Jahre gekommenes Paar. Ungeachtet der gleich bleibenden Grundvoraussetzungen durch das feste Ensemble gelang es Sullivan, jedem Stück und jeder Figur musikalisch einen individuellen, unverwechselbaren Klangcharakter zu verleihen. Wesentlich ist das Vermeiden von Klischees: Das Stichwort „Topsy-turvydom“ („wildes Durcheinander, Kuddelmuddel“) umreißt jenen vielfach für die Stücke von Sullivan und Gilbert kennzeichnenden Handlungswirrwar mit seiner Nonsense-Logik, bei dem die Bühnen-Welt sinnbildlich Kopf steht für den zunehmend schneller werdenden Lebensrhythmus in einer technisierten, fremdbestimmten, materialistisch orientierten Welt.
Ein besonderes Merkmal der komischen Opern Sullivans ist die desillusionierende Struktur der Musik. Vielfach komponierte er gegen die Erwartungshaltungen: Dazu gehören etwa der überzogene Oktavsprung und die ironischen Melismen bei dem vermeintlich patriotischen Hymnus „He is an Englishman“ aus H.M.S. Pinafore oder die spannungsgeladene Dramatik in der Geisterszene aus Ruddigore, die viele – nicht zuletzt Gilbert – in einer komischen Oper für unangebracht hielten. Die „Oper der Zukunft“, die Sullivan vorschwebte, stellte für ihn einen Kompromiss zwischen der deutschen, italienischen und französischen Schule dar. Und so parodierte er in seinen komischen Stücken einerseits schmalziges Pathos und Theaterklischees, verwendete aber auch virtuos unterschiedliche Elemente der mitteleuropäischen Oper, die ihm für seine Bühnenwerke und Oratorien geeignet erschienen, um Stimmungen und Emotionen angemessen darstellen zu können. Dafür wünschte er sich – vor allem im Bereich der komischen Oper – von seinen Librettisten menschlich glaubwürdige Stoffe. Seine empathische, humanistische Grundhaltung zeigt sich beispielsweise durch Vertonungen bei den Arien der von Gilbert oft gnadenlos verspotteten alten Jungfern, wie etwa im einfühlsamen Cello-Solo bei Lady Janes „Sad is that woman’s lot“ (Patience) oder in Katishas Arie (The Mikado), bei der Stilelemente ausdrucksvoller Klagegesänge nicht parodistisch verwendet werden, sondern als Indikator emotionaler Befindlichkeit in Lebenskrisen. In dramatischen Werken dämonisiert Sullivan die Antagonisten nicht; dafür verleiht er ihnen wie etwa in der Arie des Tempelritters „Woo thou thy snowflake“ (Ivanhoe, 2. Akt), Individualität durch rhythmische und melodische Eigenart, sowie eine sparsam, individuell eingesetzte Instrumentierung.
Sullivans subtiler Umgang mit komplizierten metrischen Strukturen (z. B. in „The sun whose rays“ in The Mikado oder „Were I thy bride“ und „I have a song to sing, O“ in The Yeomen of the Guard) besaß Vorbildcharakter für die Vertonung englischer Lyrik. Nicht minder bemerkenswert war sein technisches Geschick, mit wenigen Instrumenten eine große Klangfülle zu erzielen (z. B. in der Ouvertüre zu The Yeomen of the Guard).

## Werke

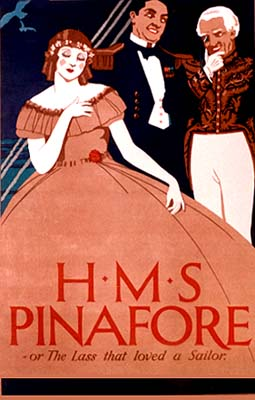
Plakat zur Oper H.M.S. Pinafore

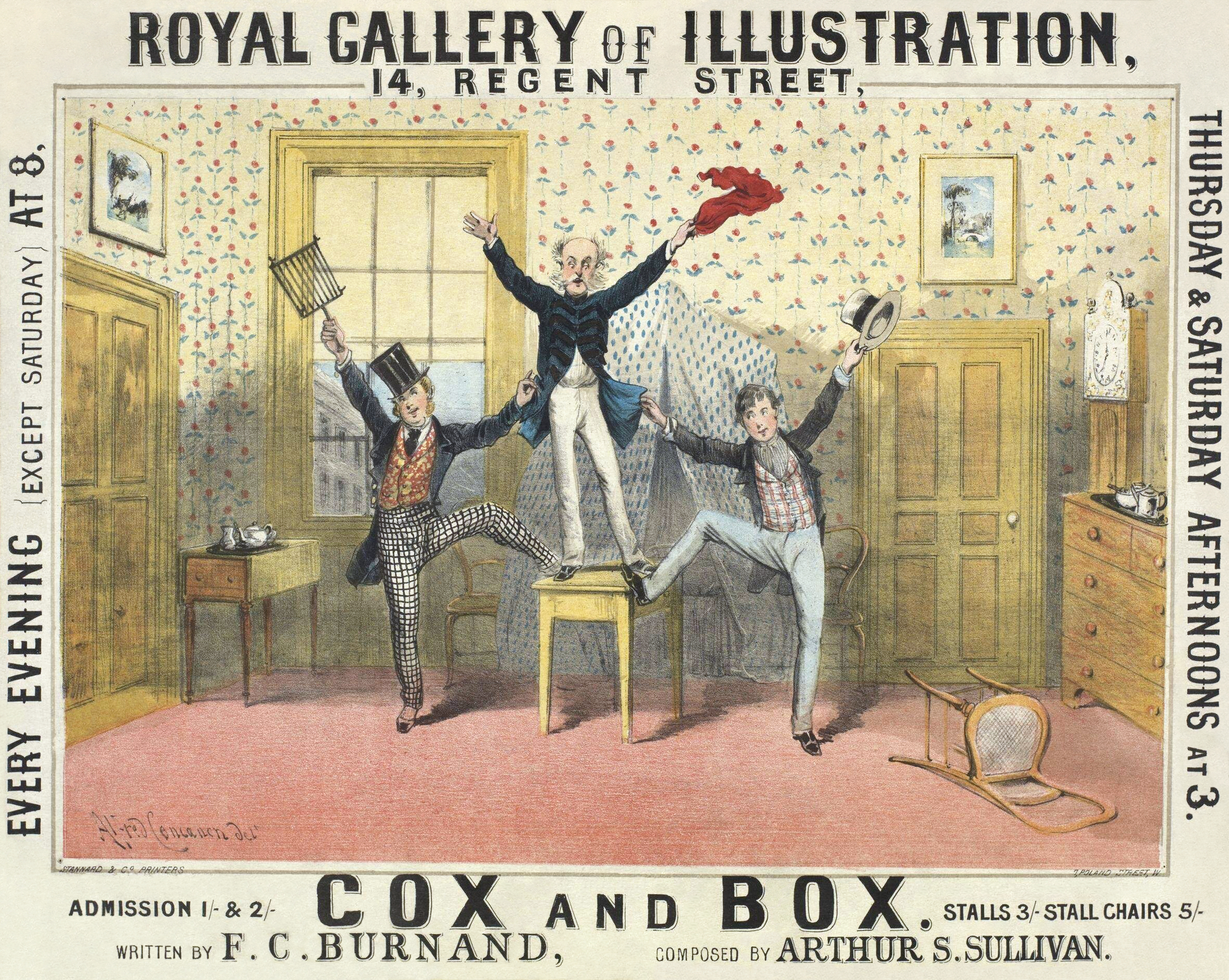
Plakat für Oper Cox und Box, 1869 Royal Gallery of Illustration

- Plakat für Oper Cox und Box, 1869 Royal Gallery of IllustrationCox and Box oder The Long-Lost Brothers, 29. März 1869 London, The Royal Gallery of Illustration
- Thespis, uraufg. am 23. Dezember 1871 London, Gaiety Theatre (Partitur nicht erhalten)
- Trial by Jury, 25. März 1875 London, Royalty Theatre (A Dramatic Cantata, 1 Akt)
- The Sorcerer, 17. November 1877 London, Opéra Comique (An Entirely New and Original Modern Comic Opera, 2 Akte)
- H.M.S. Pinafore, 25. Mai 1878 London, Opéra Comique (An Entirely Original Nautical Comic Opera, 2 Akte)
- Die Piraten von Penzance, 30. Dezember 1879 Paignton, 31. Dezember 1879 New York, Fifth Ave Theatre (An Entirely Original Comic Opera, 2 Akte)
- Patience oder Bunthornes Braut, 23. April 1881 London, Opéra Comique (An Entirely New and Original Aesthetic Opera, 2 Akte)
- Iolanthe, 25. November 1882 London, Savoy Theatre (A Fairy Opera, 2 Akte)
- Princess Ida, 5. Januar 1884 London, Savoy (A Respectful Operatic Per-version of Tennyson’s “Princess”, 3 Akte)
- Der Mikado, 14. März 1885 London, Savoy (An Entirely New and Original Japanese Opera, 2 Akte)
- Ruddigore, 22. Januar 1887 London, Savoy (An Entirely Original Supernatural Opera, 2 Akte)
- The Yeomen of the Guard, 3. Oktober 1888 London, Savoy (A New and Original Opera, 2 Akte)
- The Gondoliers, 7. Dezember 1889 London, Savoy (An Entirely Original Comic Opera, 2 Akte)
- Utopia Limited, 7. Oktober 1893 London, Savoy (An Original Comic Opera, 2 Akte)
- The Grand Duke, 7. März 1896 London, Savoy (Comic Opera, 2 Akte)

## Werke über Gilbert und Sullivan

### Filme
- The Story of Gilbert and Sullivan. Großbritannien 1953, Regie: Sidney Gilliat, mit Robert Morley (Gilbert) und Maurice Evans (Sullivan)
- Topsy-Turvy – Auf den Kopf gestellt. Großbritannien 1999, Regie: Mike Leigh, mit Allan Corduner (Sullivan) und Jim Broadbent (Gilbert)

### Romane
- Charlotte MacLeods Kriminalroman Ein schlichter alter Mann (engl.: A Plain Old Man) hat die Aufführung der Gilbert-und-Sullivan-Oper The Sorcerer in einer Kleinstadt bei Boston zum Thema.

### Musicals
- Sullivan & Gilbert, Musical von Ken Ludwig aus dem Jahr 1998

## Trivia
Der irische Songschreiber und Sänger Raymond Edward O’Sullivan änderte seinen Vornamen von Raymond zu Gilbert als Hommage an diese englischen Operettenkomponisten. Die Musiker Paul McCartney und John Lennon der Band The Beatles verstanden sich, unter anderem weil sie von „Gilbert and Sullivan“ gehört hatten, schon frühzeitig als Verfasserteam Lennon and McCartney.